# Christian Vaisse
Christian Vaisse, né le 30 juillet 1947 à Dole et mort le 20 juillet 2011 à Paris, est un photographe, reporter et professeur d'histoire-géographie français spécialisé dans le reportage de voyage et la région Océan Indien.  
Auteur de plusieurs ouvrages à succès sur l’Océan Indien, ses photographies sont diffusées depuis 1984 par l’agence Hoa-qui dans la presse nationale et internationale, dans de grands magazines comme Géo ou Grands reportages.
Il obtient en 1990 le Volcan d’or du conseil général de la Réunion et le prix de la ville du Port sur le thème de l’eau dans l’océan Indien.
Ses photographies sont actuellement diffusées par l’agence Gamma Rapho.

## Biographie

### Jeunesse et début
Arrivé avec ses parents à Madagascar en 1950 à l’âge de 3 ans, Christian Vaisse y restera jusqu’en 1974 avant de s’installer à La Réunion comme professeur d’histoire-géographie au lycée. Autodidacte et grand voyageur, il publie en 1980 un premier reportage photos dans le journal Le Quotidien de La Réunion sur les réfugiés afghans et sur la « marche pour la survie » au Cambodge. À partir de cette époque, il fait pour ce journal des reportages, textes et photos, sur la région : Djibouti, Afrique du Sud, Madagascar, Mayotte, Kenya, Ouganda… tout en collaborant avec les magazines locaux comme le Magazine de l’Océan Indien ou L’Enjeu économique. Dès 1984, ses photos sont diffusées à Paris par l’agence Hoa-qui.

### Photographe reporter
Basé à La Réunion et passionné de l’océan Indien, il publie en 1987 un livre sur l’architecture traditionnelle de la Réunion, Cases cachées, aux éditions du Pacifique. Ce livre, illustré par des aquarelles de François Hennequet et un texte de Christian Barat, connaît un grand succès et parait en France sous le titre L’Art de vivre à La Réunion aux éditions Flammarion. Cet ouvrage fait figure de référence sur l’architecture créole réunionnaise. En 1988, il publie avec Mabé Brolly un des premiers livres illustrés sur Mayotte aux éditions Hachette. En 1989, il publie avec d’autres auteurs le livre Vivre en Varangue chez Gallimard sur l’architecture créole à l’île Maurice, diffusé également en anglais par l’éditeur Thames and Hudson. En 1990, il est l’unique auteur (texte et photographies) du livre Madagascar, paru aux éditions du Pacifique et diffusé en italien par l’éditeur Giorgio Mondadori en 1991. Ses ouvrages sont à chaque fois des succès de librairie. En parallèle, ses photographies sont diffusées par l’agence Hoa-qui dans de grands magazines comme Géo ou Grands Reportages.
En 1992, ses images de l’océan Indien sont publiées par Atlas Édition et il quitte l’île de La Réunion durant quatre ans pour parcourir le monde et vivre de son art tout en basant sa petite famille à Onzain, en Touraine, durant cette période. En 1997, il publie avec Eliane Georges le livre Océan Indien aux éditions du Chêne, un ouvrage de la collection Grands Voyageurs traduit en quatre langues : français, anglais, allemand et italien. En 1998, il est invité au 9e festival international du livre de Saint-Malo « Étonnants Voyageurs ». En 2002, son ouvrage sur l’architecture de l’île Maurice est réédité aux éditions du Pacifique. En 2004, avec le regroupement des agences photos nécessité par le passage au numérique, il fait partie des 50 photographes intégrés au pool Illustration d’Hachette, tout en collaborant aux publications régionales comme Escales et Le Magazine de l'océan Indien, ses photos étant diffusées localement par l’agence Mozaïk Images.
En 2008, atteint d’un cancer du rein, il subit une lourde opération ainsi qu’un traitement de chimiothérapie l’affaiblissant considérablement. Il continuera à se battre contre la maladie et à voyager, notamment à Madagascar, en Grèce et en Australie. En 2009, il accorde bénévolement le droit à Reporters sans frontières de publier douze de ses photographies pour illustrer le calendrier 2009, dont les fonds récoltés permettent à l’association d’œuvrer en faveur de la liberté de la presse.
Christian Vaisse meurt le 20 juillet 2011 à 63 ans, d’un cancer généralisé à l’hôpital de la Pitié-Salpétrière. Son dernier livre, La Réunion, sera publié en 2011 à titre posthume aux éditions Glénat.

## Œuvres

### Publications
- Vaisse, C., Barat, C. Cases cachées : les maisons de La Réunion, Éditions du Pacifique, 1987, 175 p.  (ISBN 9971-401-29-0)
- Brolly, M., Vaisse, C.  Mayotte, Éditions du Pacifique, 1988, 127 p.  (ISBN 978-9971-4-0143-6)
- Vaisse, C. Madagascar, Éditions du Pacifique, 1990, 192 p.  (ISBN 978-2-87868-005-8)
- Vaisse, C., Saglio, C., Desvaus de Marigny, I., Valentin Lagesse, H. Maisons traditionnelles de l’île Maurice, Albin Michel, 1990, 208 p.  (ISBN 2-226-04833-2)
- Vaisse, C., Saglio, C., Desvaus de Marigny, I., Valentin Lagesse, H. Living in Mauritius : Traditional Architecture of Mauritius, Thames & Hudson LTD, 1990, 208 p.  (ISBN 978-0500236031)
- Vaisse, C. Madagascar, Editoriale Giorgio Mondadori, 1991
- Vaisse, C. Barat, C. L’art de vivre à la Réunion, Éditions Flammarion, 1992, 178 p.  (ISBN 978-2082002196)
- Georges, E., Vaisse, C. L’Océan Indien, Éditions du Chêne, 1997, 157 p. Les Grands Voyageurs.  (ISBN 2-84277-042-0)
- Georges, E., Vaisse, C. The Indian Ocean, Evergreen, 1998, 157 p.  (ISBN 3822877565)
- Vaisse, C., Saglio, C., Desvaus de Marigny, I., Valentin Lagesse, H. Vivre à l’île Maurice : La vie en Varangue, Éditions du Pacifique, 2002, 216 p.  (ISBN 2-87868-071-5)
- Vaisse, C. Voyages, calendrier Reporters sans frontières 2009, Calendrier pour la liberté de la presse[9].
- Desmonts, A., Blanc, C.P., Guillaumet, J.L., Vaisse, C. Madagascar, la nature dans tous ses états, Olizane, 2014, 288 p.  (ISBN 978-2880864231)
- Grollier, B., Vaisse, C., Ravon, R., Carayol, R. La Réunion, Glénat, 2011, 369 p.  (ISBN 978-2-7234-8476-3)
- Cattelain Le Dû, A.M. Océan Indien, Éditions du Chêne, 2011, 272 p. C’est le rêve  (ISBN 978-2-8123-0262-6).

### Couvertures de livre
- Fontaine, G. Mayotte, Karthala, 1996, 200 p., couverture de Christian Vaisse
- Capp, F. Surfer la nuit, Arles, Actes Sud, 2007, 204 p. Babel J., couverture de Christian Vaisse
- Sacheri, E. Petits papiers au gré du vent, Éditions Héloïse d'Ormesson, 2014, couverture de Christian Vaisse
- Collectif (Auteur) Le guide du routard de la Réunion 2018, Hachette Tourisme Guides, 2018, couverture de Christian Vaisse